# Groupe RBK
Groupe RBK, RosBiznesKonsalting (en russe Группа компаний «РБК», РосБизнесКонсалтинг) est un groupe de média russe qui fait partie de l'indice RTS. Son siège se situe à Moscou.